# Kleine Mörder
Kleine Mörder (Originaltitel: Little Murders, Alternativtitel: Kleine Morde) ist eine schwarze Komödie, die im Jahr 1971 von 20th Century Fox produziert wurde. Der Film ist das Regiedebüt von Alan Arkin. In den Hauptrollen spielen Elliott Gould und Marcia Rodd. Kinostart war am 9. Februar 1971. Die Kinoversion hatte 1977, eine neusynchronisierte Fassung im Juli 1989 beim ZDF TV-Premiere.

## Handlung
Patsy Newquist, eine 27-jährige New Yorker Innenarchitektin, lebt in einer Stadt voller Straßenkriminalität, Lärm, obszöner Anrufe, Stromausfälle und ungelöster Morde. Als sie sieht, wie ein wehrloser Mann durch Schläger auf der Straße angegriffen wird, greift sie ein, ist aber überrascht, als das passive Opfer sich nicht einmal die Mühe macht, ihr zu danken. Schließlich fühlt sie sich von dem Mann, Alfred Chamberlain, einem Fotografen angezogen, findet aber, dass er emotional leer und kaum in der Lage ist, Schmerz oder Lust zu empfinden. Er erzählt, dass er den Straßenräubern erlaubt, ihn zu schlagen, bis sie müde werden und weggehen. Sein völliges Phlegma hindert ihn daran, sich darüber aufzuregen.
Patsy ist gewohnt, die Dominierende in Zweierbeziehungen zu sein und Männer nach ihrem Wunsch zu formen. Alfred ist anders als andere Männer. Als sie ihn zu sich nach Hause zu Eltern und Bruder bringt, redet er fast nicht, sagt lediglich, Familie sei ihm egal. Er erfährt, dass Patsy einen anderen Bruder hatte, der aus keinem bekannten Grund ermordet wurde. Patsys exzentrische Familie ist überrascht, als sie ihre Absicht äußert, Alfred zu heiraten. Die Trauung durch den atheistischen, nihilistischen Rev. Dupas (Donald Sutherland) verwandelt sich in ein „free-for-all-happening“.
Entschlossen zu erfahren, warum ihr neuer Mann ist, wie er ist, ringt Patsy dem stoischen Alfred die Zustimmung zu einer Reise nach Chicago ab, um seine Eltern zu besuchen. Er hat diese nicht mehr gesehen, seit er 17 war, aber fordert sie auf, mit einem von Patsy entworfenen Fragebogen über seine Kindheit Auskunft zu geben.
Letztlich stimmt Alfred zu, zu versuchen, ein „echter Kerl“ zu werden, die Art von Mann, der sich nicht alles gefallen lässt. In diesem Augenblick wird Patsy durch einen Schuss getötet, wieder ohne ersichtlichen Grund. Der blutverschmierte Alfred geht zur Wohnung ihrer Eltern, wobei die New Yorker Passanten seinen Zustand kaum bemerken. Er verfällt zunächst in Katalepsie, Patsys Vater hilft mit, ihn zu füttern.
Der nörglerische Polizeidetektiv Lt. Practice schaut vorbei und kann aufgrund der Anzahl der ungelösten Morde in der Stadt nicht wirklich helfen. Nachdem er gegangen ist, geht Alfred für einen Spaziergang in den Park. Er kehrt mit einem Gewehr zurück, das er nicht zu laden versteht. Patsys Vater zeigt es ihm. Dann erschießen die beiden zusammen mit Patsys Bruder abwechselnd aus dem geöffneten Fenster Passanten auf der Straße.

## Rezeption
Zunächst erhielt der Film lediglich eine lauwarme Besprechung des Filmkritikers Roger Greenspan und eine etwas positivere von Vincent Canby (New York Times). Roger Eberts Kritik in der Chicago Sun Times war begeistert. Er schrieb: „Einer der Gründe, warum dieser Film funktioniert und sicherlich Amerikas dunkelste Abgründe verbindlich widerspiegelt, ist die Tatsache, dass er das Publikum auf isolierte Individuen herunterbricht, verletzlich und unsicher.“
Das Lexikon des internationalen Films urteilte: „Eine intelligente, bösartig-sarkastische Satire auf den american way of life.“
Bei einem Budget von 1.340.000 US-Dollar spielte der Film in Nordamerika 1.500.000 US-Dollar ein.

## Trivia
- Auf dem Album Cowbirds and Cuckoos von Ryland Bouchard gibt es einen Song „Little Murders“, der sich auf den Film bezieht.
- In der populären AMC-Serie Mad Men, die in den 1960er Jahren spielt, spricht die Figur Megan Draper für die Original-Bühnenproduktion vor.